# Velika župa Vinodol-Podgorje
Velika župa Vinodol-Podgorje bila je jedna od 22 velike župe na prostoru NDH. Sjedište joj je bilo u Senju, a djelovala je od 16. srpnja 1941. do 8. svibnja 1945. Građansku upravu u župi vodio je veliki župan kao pouzdanik vlade imenovan od strane poglavnika. Za župana Velike župe Vinodol-Podgorje postavljen je Miroslav Sušić. 
Od 5. srpnja 1944. iz njenog teritorija je isključen Kotar Pag i pridružen teritoriju Velike župe Sidraga-Ravni Kotari, a pripojen joj je Kotar Rab.
Od 20. svibnja 1944. na ovomu teritoriju je na snazi bilo iznimno stanje, pa je poslove građanske uprave obavljao vojni zapovjednik obalnog odsjeka Like. Njemu je 28. ožujka 1945. dodijeljen glavar građanske uprave. Velika župa je obuhvaćala je područje kotarskih oblasti:
- Brinje
- Crikvenica
- Karlobag (od 15. srpnja 1941.)
- Kraljevica (od 15. rujna 1941.)
- Novi
- Senj
- Pag (kotarska ispostava, od 15. kolovoza 1941.); 5. srpnja 1944. pridružen velikoj župi Sidraga-Ravni Kotari
- Rab (od 5. srpnja 1944.) - pridružen velikoj župi nakon pada Kraljevine Italije